# Las Vueltas
Las Vueltas è un comune del dipartimento di Chalatenango, in El Salvador.

## Storia
La città fu molto attiva durante la guerra civile salvadoregna. Lo dimostrano i resti di una bomba americana sganciata da un aereo, ora nel parco cittadino, e un monumento ai caduti della città, situato sempre nel parco centrale.

## Amministrazione

### Gemellaggi
- Windsor